# جیمز ویلیام هنسون
جیمز ویلیام هنسون (انگلیسی: Jamie Hanson؛ زادهٔ ۱۰ نوامبر ۱۹۹۵) بازیکن فوتبال اهل بریتانیا است.
از باشگاه‌هایی که در آن بازی کرده‌است می‌توان به باشگاه فوتبال دربی کانتی و باشگاه فوتبال ویگان اتلتیک اشاره کرد.
وی همچنین در تیم ملی فوتبال England U20 بازی کرده‌است.